# Clasificación de África para los Juegos Olímpicos de Atlanta 1996
La Clasificación de África para los Juegos Olímpicos de Atlanta 1996 se llevó a cabo de 15 de enero de 1995 al 17 de marzo de 1996 con cuatro rondas para definir a tres clasificados entre 25 participantes a los Juegos Olímpicos de Atlanta 1996.

## Resultados

### Ronda Preliminar
| Equipo 1     | Agr. | Equipo 2     | Ida | Vuelta |
| ------------ | ---- | ------------ | --- | ------ |
| Burundi      | w/o  | Yibuti       | —   | —      |
| Lesoto       | 1–3  | Namibia      | 1–0 | 0–3    |
| Burkina Faso | w/o  | Guinea-Bisaú | —   | —      |

### Primera Ronda
| Equipo 1  | Agr. | Equipo 2     | Ida | Vuelta |
| --------- | ---- | ------------ | --- | ------ |
| Nigeria   | 3–0  | Kenia        | 0–0 | 3–0    |
| Zimbabue  | 4–0  | Malaui       | 4–0 | 0–0    |
| Zambia    | 6–1  | Botsuana     | 2–0 | 4–1    |
| Egipto    | 2–0  | Mauricio     | 1–0 | 1–0    |
| Argelia   | 1–3  | Guinea       | 1–1 | 0–2    |
| Malí      | 1–3  | Togo         | 1–2 | 0–1    |
| Marruecos | 0–1  | Senegal      | 0–0 | 0–1    |
| Túnez     | 4–2  | Burkina Faso | 4–1 | 0–1    |
| Sudáfrica | 2–5  | Burundi      | 1–1 | 1–4    |
| Camerún   | 1–0  | Namibia      | 0–0 | 1–0    |
| Gabón     | 1–5  | Angola       | 1–3 | 0–2    |
| Ghana     | w/o  | Congo        | 0–0 | —      |

### Segunda Ronda
| Equipo 1 | Agr. | Equipo 2 | Ida | Vuelta |
| -------- | ---- | -------- | --- | ------ |
| Nigeria  | 4–3  | Egipto   | 3–2 | 1–1    |
| Zimbabue | 3–2  | Zambia   | 1–1 | 2–1    |
| Senegal  | 2–5  | Guinea   | 2–3 | 0–2    |
| Túnez    | 2–3  | Togo     | 1–1 | 1–2    |
| Ghana    | 3–2  | Angola   | 3–1 | 0–1    |
| Camerún  | 2–1  | Burundi  | 2–0 | 0–1    |

### Tercera Ronda
| Equipo 1 | Agr. | Equipo 2 | Ida | Vuelta |
| -------- | ---- | -------- | --- | ------ |
| Túnez    | 5–4  | Guinea   | 5–2 | 0–2    |
| Zimbabue | 0–2  | Nigeria  | 0–1 | 0–1    |
| Ghana    | 3–0  | Camerún  | 3–0 | 0–0    |

## Clasificados
- Túnez
- Nigeria
- Ghana